# Motrice alternativa

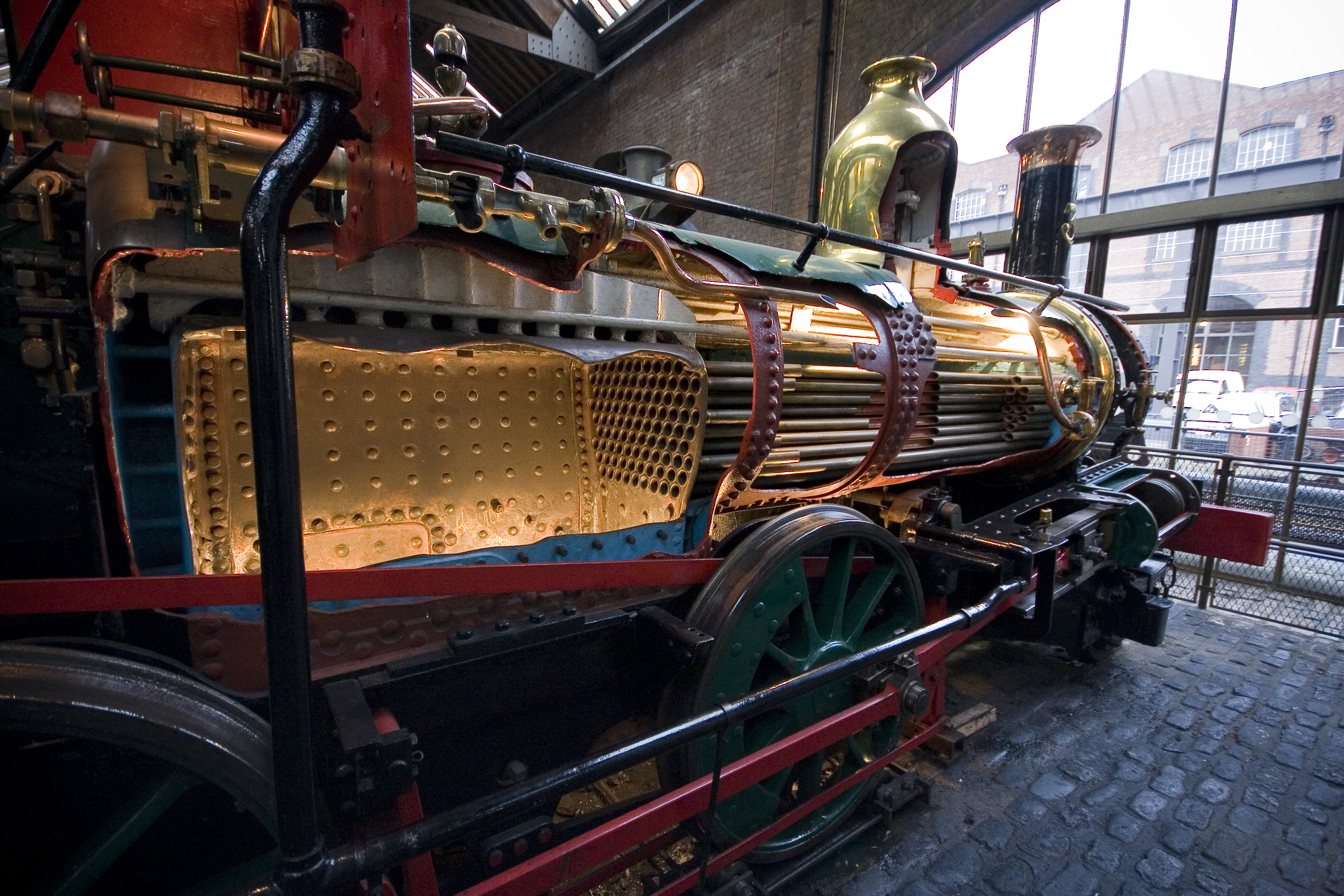
Spaccato di una motrice di locomotiva

La motrice alternativa è una macchina esotermica nella quale l'energia termica si trasforma in lavoro meccanico; è un motore a combustione esterna e sfrutta il processo di combustione il quale avviene in un componente esterno normalmente il generatore di vapore, alimentata a sua volta da un bruciatore alimentato dal combustibile. Il sistema macchina si compone della caldaia, della motrice alternativa e da un condensatore.
Questo tipo di macchine hanno avuto un notevole sviluppo per il XIX secolo e nei primi decenni del XX secolo trovando applicazione nel trasporto ferroviario (cioè locomotiva a vapore) e nella propulsione navale (tipo il battello a vapore) ma anche usato in trazione agricola (si veda il locomobile).
La motrice alternativa è composta da un cilindro all'interno del quale scorre uno stantuffo sulle cui facce agisce, alternativamente, il vapore. Allo stantuffo è collegata un'asta che, attraverso un meccanismo biella-manovella, trasforma il moto alternativo in moto rotatorio e lo trasmette all'albero motore o, nelle navi all'asse portaelica. A ogni giro dell'albero lo stantuffo compie una corsa a salire e una a scendere, con il vapore che agisce su una faccia dello stantuffo, facendolo salire, o scendere. il vapore che fuoriesce dal cilindro finisce in una seconda camera, dove viene regolata l'entrata e l'uscita del vapore dal cilindro. Il vapore fuoriuscito dal cilindro e inviato nella seconda camera viene espulso e inviato al condensatore, dove, tornato allo stato liquido, viene pompato nella caldaia.
L'entrata e l'uscita del vapore dal cilindro venivano governate dal "cassetto di distribuzione" che alternativamente immetteva vapore nel cilindro, chiudendo ermeticamente ogni passaggio durante l'espansione del vapore e permettendo lo scarico del vapore dal cilindro. Il moto alternativo del cassetto veniva comandato da un eccentrico calettato sull'albero motore e con una trasmissione che consentiva la regolazione nel modo più favorevole sia della fase di apertura sia della fase di chiusura.
Si possono classificare in base numero di espansioni del vapore in successione, si hanno le motrici alternative:
- singola espansione;
- duplice espansione;
- triplice espansione;
- quadruplice espansione.

## Motrice alternativa a duplice espansione

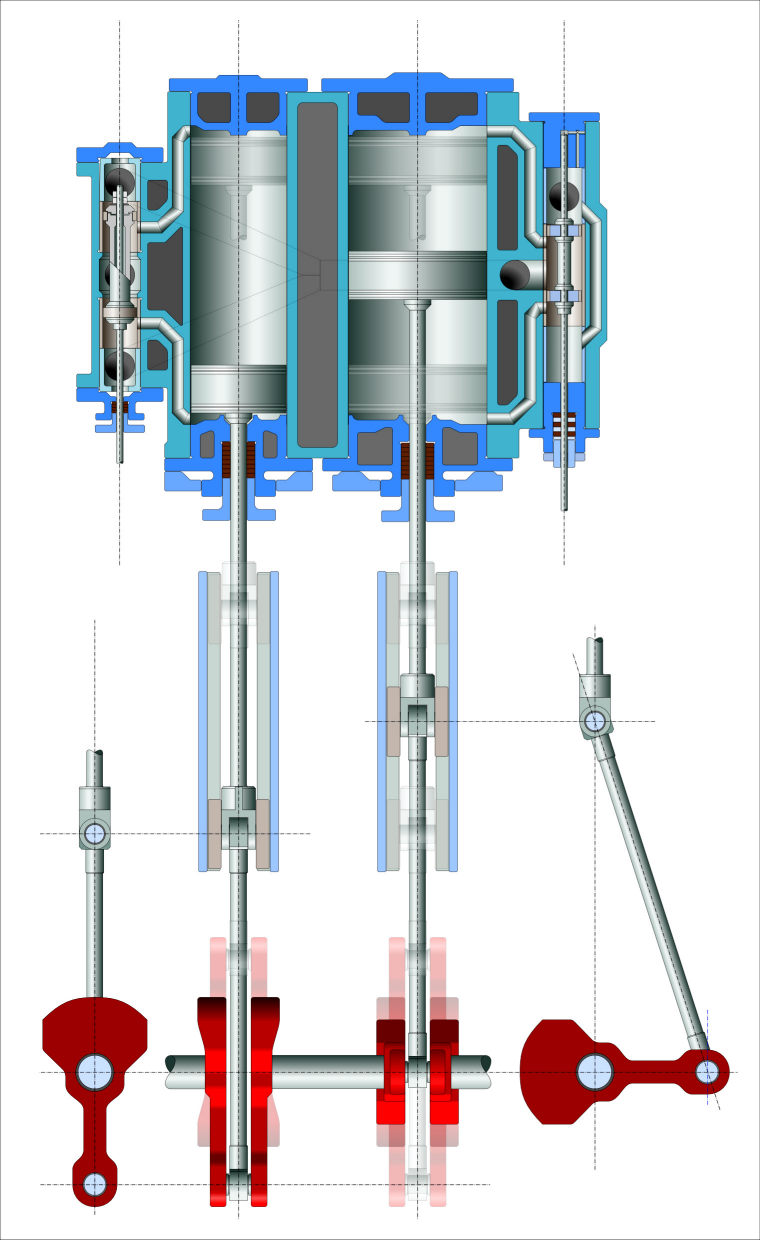
Schema di un motore a vapore a doppia espansione in cui si nota il differente alesaggio dei cilindri

Con l'aumento delle potenze sviluppate dalle macchine alternative a vapore e con l'aumento della pressione del vapore, si costruirono macchine a più cilindri, passando alle macchine a duplice espansione, con un cilindro piccolo, ad alta pressione, e uno grande, a bassa pressione, connessi in modo che il vapore che aveva già lavorato nel cilindro ad alta pressione passasse ad azionare il pistone a bassa pressione. La configurazione generale della macchina era simile a quella delle macchine a semplice espansione con la differenza sostanziale di una dissimmetria del blocco motore in quanto il cilindro a bassa pressione risultava di dimensioni maggiori e di maggiore peso. Affinché la macchina fosse equilibrata i due cilindri ad alta pressione e a bassa pressione dovevano fornire lo stesso lavoro richiedendo un accurato calcolo del volume del cilindro grande che doveva essere da 2 ¼ a 2 ⅛ più grande del volume del cilindro piccolo.
I motori a duplice espansione vennero utilizzati nella trazione ferroviaria dove però la sagoma limite delle dimensioni di una locomotiva ferroviaria impedivano la costruzione di cilindri a bassa pressione molto grandi, in quanto ciò avrebbe comportato anche stantuffi, aste, bielle di dimensioni eccessive: da questo è scaturita la decisione di costruire, nel caso di locomotive di grande potenza, motori a tre o a quattro cilindri. L'opzione preferita è stata la configurazione a quattro cilindri disposti nella maggior parte dei casi a coppie, uno piccolo e uno grande per ciascun lato accoppiati in tandem con asta comune o uno sull'altro con le due aste che comandavano la stessa testacroce; sia l'una sia l'altra configurazione permettevano l'uso di due sole bielle motrici come nelle locomotive classiche. Altra disposizione fu quella con due cilindri interni e due esterni al carro della locomotiva che comandavano lo stesso asse, dotato di due gomiti interni e di due manovelle esterne per ricevere il moto della quattro bielle. Il principale vantaggio della doppia espansione era nel migliore rendimento termico globale sfruttando maggiormente il salto termico del vapore che usciva allo scarico avendo fornito ulteriore lavoro nei cilindri a bassa pressione.
Nella propulsione navale tale soluzione venne adottata dalla Regia Marina per la nave da battaglia Classe Italia e Classe Ruggiero di Lauria.

## Motrice alternativa a triplice espansione
L'aumento della stazza delle navi richiese propulsori di sempre maggior potenza passando dalle macchine a espansione alle macchine a duplice espansione a quelle a triplice espansione, prima con tre cilindri orizzontali, poi con tre cilindri verticali. 

Animazione di un motore a tripla espansione. Il vapore ad alta pressione (rosso) entra dalla caldaia, passa attraverso il motore ed è rilasciato al condensatore come vapore a bassa pressione (blu).

Vi sono stati casi di uso di triplice espansione con cilindri ad alta, media e bassa espansione anche nelle locomotive a vapore, tuttavia la complicazione meccanica e la criticità del funzionamento non ne ha consigliato lo sviluppo sulle locomotive mentre furono implementati spesso dei motori a vapore marini per le navi costruite tra la fine del XIX secolo e i primi anni del XX secolo e In tale periodo le macchine a tre cilindri furono le più diffuse. A partire da prua verso la poppa, erano generalmente disposti nell'ordine i cilindri a:
- alta pressione;
- media pressione;
- bassa pressione.

Nelle motrici alternative a triplice espansione il diametro dei cilindri era via via crescente, in quanto il vapore, durante il suo percorso attraverso una motrice, diminuisce di pressione e aumenta di volume, in modo che la potenza di ogni cilindro, diminuendo la pressione ma aumentando la superficie rimaneva uguale e la macchina risultava "bilanciata". Il vapore entrava nel cilindro più piccolo di alta pressione), passava poi nel cilindro di media pressione e, infine, nel cilindro di bassa pressione che era quello di maggior diametro.
Nel XX secolo questo tipo di caldaia diventò il modello standard per tutte le caldaie di grosse dimensioni, grazie anche all'impiego di acciai speciali in grado di sopportare temperature elevate e allo sviluppo di moderne tecniche di saldatura.
Tale soluzione venne adottata dalla Regia Marina su numerose unità navali tra cui la nave da battaglia Classe Re Umberto, Classe Emanuele Filiberto, classe Regina Elena e classe Regina Margherita, l'Incrociatore corazzato Classe Garibaldi e l'ariete torpediniere classe Regioni.

## Motrice alternativa a quadruplice espansione
L'aumento delle dimensioni delle navi e la richiesta di maggiore velocità, hanno favorito la costruzione di motrici alternative sempre più potenti. Sono state così realizzate macchine a quattro cilindri con due cilindri di bassa pressione, con ulteriori incrementi di potenza complessiva dell'impianto di propulsione ottenuti aggiungendo una turbina di bassa pressione che utilizzava l'energia ancora contenuta nel vapore di scarico.
Una soluzione di questo tipo, con due motrici alternative a quattro cilindri e una turbina di bassa pressione, venne adottata sulla famosa nave RMS Titanic, affondata il 15 aprile 1912 dopo lo schianto contro un iceberg, che disponeva di 45 000 HP di potenza complessiva.